# Consenso científico

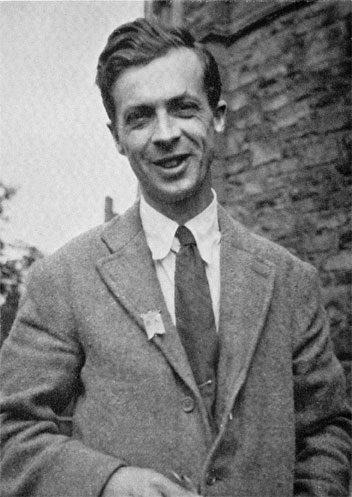
Julian Huxley dio su nombre en 1942 a la teoría sintética de la evolución, que hoy es ampliamente aceptada en la comunidad científica.

El consenso científico es el juicio colectivo, la posición y la opinión de la comunidad científica en un campo particular de estudio. El consenso implica un acuerdo general, aunque no necesariamente unanimidad.
El consenso suele lograrse a través del debate científico. La ética científica exige que las nuevas ideas, los hechos observados, las hipótesis, los experimentos y los descubrimientos se publiquen, justamente para garantizar la comunicación a través de conferencias, publicaciones (libros, revistas) y su revisión entre pares y, dado el caso, la controversia con los puntos de vista discrepantes. La reproducibilidad de los experimentos y la falsación de las teorías científicas son un requisito indispensable para la buena práctica científica.
En ocasiones, las instituciones científicas emiten declaraciones con las que tratan de comunicar al "exterior" una síntesis del estado de la ciencia desde el "interior". El debate mediático o político sobre temas que son controvertidos dentro de la esfera pública pero no necesariamente para la comunidad científica puede invocar un consenso científico, como por ejemplo el tema de la evolución biológica o el cambio climático.
El conocimiento científico adquiere el carácter de objetividad por medio de la comunidad y sus instituciones, con independencia de los individuos. D. Bloor, siguiendo a Popper y su teoría del mundo 3, convierte simétricamente el reino de lo social en un reino sin súbditos individuales, en particular reduce el ámbito del conocimiento al estado del conocimiento en un momento dado, esto es, a las creencias aceptadas por la comunidad relevante, con independencia de los individuos en concreto. El conocimiento científico es únicamente adscrito a la «comunidad científica».
Pero esto no debe llevar a pensar que el conocimiento científico es independiente de un individuo concreto como algo autónomo. Lo que ocurre es que se encuentra «socialmente fijado» en documentos y publicaciones y está causalmente relacionado con los conocimientos de los individuos concretos que forman parte de la comunidad.

## Aspectos filosóficos
El asunto del consenso es un tema importante en la filosofía de la ciencia. El criterio de que el objetivo de la ciencia es llegar a forjar un consenso lleva implícito el hecho de que el científico es un escéptico, que usa su pensamiento crítico y analítico para evaluar toda evidencia presentada antes de empezar a deliberar y emitir una opinión. A diferencia de otras formas de conocimiento, el conocimiento científico se articula con premisas que admiten consenso, es decir, que pueden ser comprendidas universalmente, con lo cual pueden ser evaluadas por cualquier especialista en la materia para poder pronunciarse sobre ellas y eventualmente pasar a formar parte del consenso. Así, el trabajar con premisas que admitan consenso es un requisito para el consenso científico.
Siempre hay, en los grupos, miembros excéntricos, defensores remanentes de ideas anteriores que han sido sobrepasadas, camarillas o individuos con puntos de vista únicos, o con ideas nuevas que no han sido comprobadas concienzudamente, y con ellos otros disidentes. Cada uno de esos grupos puede mostrarse muy enérgico al promover sus puntos de vista, y lo hacen. Dado que la ciencia penetra la sociedad, determinados grupos sociales se convierten en abogados de las teorías excéntricas por motivos políticos, no científicos, actuando como amplificadores como si lo fueran.
Un último problema a la hora de entender el valor del consenso es la tendencia a exagerar el número de veces que en el pasado un consenso ha sido volcado por una teoría externa. Por su propia naturaleza, son mucho más numerosas las ideas que fracasan que las que consiguen asentarse. Puesto que el progreso es casi siempre gradual, las ideas radicalmente nuevas que llegan a ser aceptadas son muy raras, y a menudo hacen falta años y un examen minucioso de su mérito para que lo logren. Hay una tendencia natural a sobreestimar el valor de las ideas radicalmente nuevas. Por su propia naturaleza, tienden a hacerlo la prensa popular y general, cuando buscan noticias interesantes, y también lo hacen algunas de las mejores revistas científicas, como Nature o Science.

## Falta sustancial de dudas
En su sentido más estricto, la expresión consenso científico se utiliza para indicar que en una determinada cuestión los especialistas del campo correspondiente han alcanzado un acuerdo firme, sin dudas significativas, basado en el acuerdo acerca de los hechos observables (observación sistemática y experimentación) y en el intercambio racional en que consiste el trabajo científico, intercambio mediado por el sistema científico de publicación de resultados y elaboraciones, con publicidad y revisión por pares (véase método científico).
Por ejemplo, en física existe un consenso científico en torno a la teoría general de la relatividad y a la mecánica cuántica. La teoría de la relatividad especial y la mecánica cuántica se consideran unificadas en el marco de la teoría cuántica de campos (o QFT, por Quantum Field Theory). Existe consenso científico en el sentido de que la teoría cuántica de campos es una explicación muy útil, pero no una teoría acabada. Por ejemplo, no abarca la gravedad. La teoría general de la relatividad y la mecánica cuántica pueden verse unificadas por la teoría de supercuerdas, pero no hay consenso en cuanto a si esta candidata a teoría del todo es una descripción correcta y definitiva de la realidad.

## Incertidumbre y consenso científico en la estrategia política: Los falsos debates

### El ejemplo del cambio climático y las actividades humanas

Estudios académicos del acuerdo científico sobre el calentamiento global causado por el hombre en el clima entre expertos (2010-2015) reflejan que el nivel de consenso se correlaciona con la experiencia en la ciencia del clima. Un estudio de 2019 encontró que el consenso científico era del 100 %, y un estudio de 2021 concluyó que el consenso superaba el 99 %. Otro estudio de 2021 encontró que el 98,7 % de los expertos en clima indicaron que la Tierra se está calentando principalmente debido a la actividad humana.

En debates públicos, la afirmación de que existe consenso entre los científicos en un determinado tema suele servir como un argumento para demostrar la validación de una teoría, y usarlo para así promover un determinado curso de acción. Análogamente, argumentos del tipo "carece de consenso científico" los utilizan a menudo grupos que presentan políticas capciosas, en las que tratan de denostar y restarles importancia a los temas que realmente si presenta consenso científico.
Por ejemplo, referente al cambio climático reciente, aunque hay grupos que lo negaron por mucho tiempo, al analizar el tema, realmente puede observarse que existió un consenso científico en torno a las causas del cambio climático. La historiadora de la ciencia Naomi Oreskes publicó un artículo en la revista Science en el que defiende que un repaso de 928 resúmenes de publicaciones científicas registradas en el ISI, de entre 1993 y 2003, seleccionadas con los términos global climate change (cambio climático global), no mostraba ninguna que se opusiera explícitamente a la noción de que hay un calentamiento global antropogénico. En un editorial posterior en el Washington Post, la autora argumentaba que elementos que se oponen a esos hallazgos científicos amplifican las dimensiones del desacuerdo, exagerándolas. Richard Lindzen, del MIT, uno de los aludidos, respondió en el Wall Street Journal con su postura inicial de que hay muchas dudas en la comunidad científica de que de verdad la actividad humana esté afectando al clima de alguna manera reconocible. Este es un caso en el que la afirmación y la negación de la existencia de un consenso se convierten en argumentos en favor de políticas alternativas, intervenir o esperar y ver.

### El ejemplo del origen de la vida
De manera semejante, los grupos creacionistas alegan siempre que existiría un fuerte debate acerca de la evolución biológica, para dar la falsa impresión de que realmente sería un tema muy discutido por los científicos; argumentando sobre esta base que en la enseñanza de la ciencia, su propia narración del origen debería ocupar un lugar equivalente al de la evolución. Sin embargo, no hay ninguna disputa significativa entre los científicos sobre la realidad del hecho ni sobre los ejes de la teoría de Darwin y la síntesis evolutiva moderna, y sólo se observan discrepancias y nuevas ideas sobre puntos específicos; por lo que puede afirmarse que la teoría misma no ha sido rebatida en el campo de la biología. Sin embargo, se promueve la confusión a base de citas sacadas de contexto. La existencia del consenso tiene aquí también consecuencias políticas, por cuanto existen grupos creacionistas que intentan hacer creíble su ideología a través del diseño inteligente, como si este fuera una teoría científica alternativa, y no un dogma religioso opuesto a la ciencia.

## Cambios en los consensos con el tiempo
Hay muchas teorías filosóficas e históricas de cómo el consenso científico cambia con el tiempo. Debido a que la historia del cambio científico es extremadamente complicada, y debido a que hay una tendencia a buscar "ganadores" y "perdedores" en el pasado en relación con nuestro "actual" consenso científico, es muy complicado traer a colación modelos de cambio científico que sean precisos y rigurosos. Esto es tremendamente difícil también en parte debido a que diferentes ramas de la ciencia trabajan en cierto modo con diferentes formas de demostración y experimentación.
La mayor parte de los modelos de cambio científico se basan en los nuevos datos aportados por observaciones y experimentos científicos. El filósofo Karl Popper propuso que, en tanto que ningún número de hechos sería nunca suficiente para «demostrar» absolutamente una determinada teoría científica, pero que bastaría un solo hecho para «refutarla», todo el progreso científico debería estar basado en un proceso de refutación, en donde los experimentos son diseñados con la esperanza de encontrar datos empíricos de los que la teoría vigente no pueda dar cuenta, indicando así su falsedad y la necesidad de elaborar una nueva teoría, que desarrolla o sustituya a la anterior.
En ocasiones quienes postulan o están a favor de una hipótesis o teoría on apoyo minoritario; y por ende están en contra del actual consenso científico (el "Paradigma científico vigente"), suelen usar el término "Paradigma" como un término despectivo, de modo de exaltar su teoría o hipótesis como un cambio de mentalidad e ideas frente a lo que ellos definen como una "ortodoxia" en el consenso existente dentro de la comunidad científica.

### El consenso científico frente a los grupos científicos minoritarios
En una aplicación estándar del principio psicológico del sesgo de confirmación, las investigaciones científicas que respaldan el consenso científico existente suelen ser recibidas más favorablemente; en cambio las investigaciones que lo contradicen requieren más tiempo para ser analizadas y corroboradas, y más tiempo también, por ello, para ser aceptadas o descartadas como correctas dentro de la comunidad científica. Por ello, en algunos casos, aquellos que cuestionan el paradigma científico vigente además son a veces criticados de forma más dura por sus aseveraciones o argumentos que utilizan.
Las investigaciones que ponen en cuestión una teoría científica bien fundamentada son sometidas a un escrutinio más cuidadoso, para así poder evaluar concienzudamente si están bien elaboradas y documentadas, y que realmente no presentan fallos. Este escepticismo científico y precaución (a veces mal interpretado por los grupos científicos minoritarios) se usa para garantizar una protección a la ciencia frente a divergencias prematuras entre ideas reconocidas basadas en investigaciones vastas, y las nuevas ideas que todavía no se sustentan o que realmente no están sustentadas en bases empíricas y desarrollos teóricos suficientes. Sin embargo, esto a menudo provoca conflictos entre los partidarios de nuevas ideas y los partidarios de las ideas dominantes; tanto en casos donde la nueva idea es aceptada más tarde como en casos donde finalmente es rechazada o abandonada.
En su libro de 1962 La estructura de las revoluciones científicas, Thomas Kuhn aborda este problema en detalle. Algunos ejemplos de esta cuestión están presentes en la historia reciente de la ciencia. Por ejemplo:
- La teoría de la deriva continental, propuesta por Alfred Wegener y apoyada por Alexander Du Toit y Arthur Holmes, pero rechazada vehementemente por la mayoría de los geólogos hasta que 50 años después se presentaron evidencias irrefutables.
- La teoría de la simbiogénesis para el paso de las células procariotas a células eucariotas, propuesta por Lynn Margulis e inicialmente rechazada por biólogos pero ahora generalmente aceptada.
- La teoría del equilibrio puntuado, propuesta por Stephen Jay Gould y Niles Eldredge, que da lugar aún a debate, pero que va siendo incorporada al cuerpo de la teoría evolutiva.
- La teoría de los priones —partículas proteicas con capacidad infectiva—, propuesta por Stanley B. Prusiner para explicar las diversas encefalopatías espongiformes transmisibles del ser humano —el kuru o la enfermedad de Creutzfeldt-Jakob— o de otros animales, rechazada al principio por postular un mecanismo replicativo sin la participación de los ácidos nucleicos.
- La teoría de que una bacteria, Helicobacter pylori, es el factor causal principal de la úlcera gástrica. Propuesta en 1982 por Barry Marshall y Robin Warren, se le objetó que ninguna bacteria podría prosperar en el ambiente extremadamente ácido del estómago. Por medios heroicos, ingiriendo una dosis de cultivo bacteriano, Marshall demostró que se cumplían los postulados de Robert Koch.

Sin embargo, muchos de los ejemplos anteriores representan vuelcos menos evidentes de lo que parece o no lo son en absoluto. El propio Kuhn observaba que las ideas nuevas son rechazadas frecuentemente con vehemencia por los sujetos dominantes que formularon o desarrollaron las teorías vigentes, que se encuentran en sus últimos años de producción intelectual y a la vez en la cumbre de su poder académico, pero que son consideradas y asimiladas, a menudo dentro del consenso, por los miembros ascendentes de la comunidad científica. Existe además una tendencia a exagerar a posteriori el carácter revolucionario de la transición, a menudo por los propios protagonistas, y más aún por los divulgadores, que aspiran siempre a contar historias apasionantes.
- La teoría de Wegener fue rechazada, con toda razón, en sus aspectos mecanísticos, sobre todo en la manera y motivos en los que los continentes se deslizarían sobre la corteza oceánica; pero su descripción de una geografía cambiante con continentes que se mueven, basada en sólidos e irrefutables argumentos paleontológicos (s.l.), encontró espacio en todos los manuales de geología mucho antes de que el modelo de Dietz y Hess de expansión oceánica, y las correspondientes pruebas paleomagnéticas (Vine y Matthews), aportaran en los años sesenta una explicación mecanística creíble. Eso sí, ésta colocó al fin, merecidamente, a Wegener entre los héroes de la ciencia (murió buscando nuevas pruebas).
- La teoría de Lynn Margulis acerca de un origen endosimbiótico de algunos orgánulos eucarióticos tiene varias dimensiones. La noción de que algunos orgánulos son de origen simbiótico no es nueva, Schimper lo dijo del cloroplasto en 1883 y Altman de la mitocondria en 1890; y Mereschkovski, desde 1905, Famintzen, desde 1907, y Wallin, desde 1927, habían aportado argumentos, y en algunos casos pruebas experimentales. La otra dimensión, que la eucariogénesis se explica como simbiogénesis, ligándola a la simbiosis mitocondrial, no está probada, aunque sí parece que todos los eucariontes conocidos descienden de un antepasado mitocondriado. Al final es probable que la eucariogénesis si haya dependido de la simbiosis, pero en una forma que Margulis no sospechó, a través de la constitución de un genoma quimérico por fusión de dos genomas procarióticos. El mérito de Margulis no es pues haber hecho descubrimientos inéditos, que haya basado en ellos una teoría y que haya luchado por ella hasta demostrar que era cierta sino, más bien, el haber desarrollado un espíritu abierto e innovador, leyendo a autores rusos y centroeuropeos que sus colegas ignoraban, y un sentido de la elaboración teórica, ofreciendo a otros un marco en el que pensar los hallazgos que las nuevas técnicas facilitaban, marco que no tenía alternativa previa.
- La teoría de Gould y Eldredge, acerca de que el tiempo evolutivo no es uniforme, y de que los mayores cambios se acumulan durante las crisis, se enfrentó a la llamada teoría sintética, una elaboración reduccionista, muy progresiva en su momento, que combinó hacia 1940 la genética salida de la época de Thomas Hunt Morgan con la teoría de la selección natural de Darwin, cifrándolo todo en el cambio de las frecuencias alélicas bajo el impulso del cambio ambiental. Pero, junto a elementos como Dobzhansky y Mayr, refractarios a cualquier ampliación o cuestionamiento, en la misma escuela encontramos a Simpson que, con una perspectiva paleontológica, ofreció ya algunos elementos, como la teoría del fundador, que inspiraron los nuevos avances.
- La hipótesis del carácter no nucleico de algunos agentes infectantes, fue formulada por Alpert y su equipo en 1967 en Nature, y en 1982 Prusiner confirmó (publicado en Science) que el agente de la encefalopatía espongiforme de las ovejas era una proteína. Desde entonces, en ausencia de un mecanismo, la tesis fue tratada con precaución, y el consenso se situó en el hecho de que la teoría era probable, en función de las observaciones registradas, pero que necesitaba comprobarse, y que debía encontrarse una explicación mecanística (las proteínas, a diferencia de los ácidos nucleicos, no se replican; tampoco se conocía, ni parece que exista, un mecanismo de traducción inversa, de proteína a ácido nucleico). Incluso antes de que se encontrara ese mecanismo en 1993, la teoría de Prusiner se divulgó y se enseñó ampliamente, mientras las evidencias necesarias se acumulaban. La noción de que el agente infectante fuera una proteína, un prion, se recibió con suspicacia, que el propio Prusiner ha reconocido justificada, pero fueron los mecanismos habituales de la ciencia, en el sentido de lo descrito por Kuhn, los que terminaron por convertir esa idea en el centro del consenso actual. Curiosamente, la oposición a este nuevo consenso sobre los priones, que no es universal, se presenta frecuentemente como un esfuerzo revolucionario enfrentado a la rigidez de la ciencia oficial.
- Los hallazgos de Marshall y Warren relativos a una relación etiológica entre Helicobacter pylori y la úlcera gástrica, y otras patologías asociadas, se publicaron inicialmente en The Lancet, una de las tres grandes revistas de investigación médica, en 1982 y 1984. La objeción de los microbiólogos médicos, acostumbrados a organismos que habitan ambientes muy regulados, no la aceptaban los microbiólogos naturalistas, que en esos mismos años no dejaban de descubrir nuevos ambientes extremos con bacterias extremófilas especializadas. En 1994 el NIH norteamericano, el organismo que más aporta al financiamiento de la investigación médica, publicó una «declaración de consenso» que aceptaba plenamente la teoría, y proponía medidas diagnósticas y terapéuticas en consecuencia.

Sin embargo, la marginalidad inicial de estas innovaciones teóricas es pues relativa, y muchas de ellas son aceptadas y publicadas desde el principio por las revistas más influyentes. La respuesta de la comunidad científica a la publicación de teorías muy excéntricas no es uniforme; algunos se oponen a darle pábulo a ideas que realmente no ofrecen un grado mínimo de plausibilidad, y otros son partidarios de una manga más ancha. Un buen ejemplo lo ofrece la publicación en 1986, en la más prestigiada revista científica, Nature, del trabajo de Jacques Benveniste sobre lo que se designa ahora como la «memoria del agua». La decisión del director, a sabiendas polémica, argumentada ya en un comentario editorial en el mismo número, no ha dejado de ser debatida hasta hoy. Algunos opinan que fue un error, que todavía sirve para alimentar las pretensiones científicas de algunas terapias mágicas, y otros que fue un riesgo merecido, en nombre de la necesaria publicidad de las ideas, sin la cual no es posible una verdadera libertad de juicio y un verdadero progreso científico.
Por supuesto, además de la memoria del agua, hay incontables ejemplos de nuevas ideas que no encontraron corroboración. Dos de las clásicas son los rayos N y el agua polimérica. Algunos creen que la fusión fría pertenece a esta categoría, pero para otros, más allá del fracaso de Fleischmann y Pons, todavía hay un fondo de plausibilidad en la idea.

## Debate científico
Un debate científico es un tipo de discusión científica en el que existen dos o más posiciones entre particulares o grupos en que se aducen hechos y deducciones científicas, pero los hechos son tales que el alcance y las consecuencias lógicas de dichos hechos no están claras o permiten extraer conclusiones excluyentes. El debate científico se da sólo cuando los hechos son insuficientes o ambiguos, en esas situaciones a partir de los mismos hechos existen conclusiones excluyentes entre ellas, pero a su vez compatibles con los hechos científicos probados o aceptados por las diferentes partes que participan en el debate.
El debate científico debe distinguirse de las polémicas pseudocientíficas en que un grupo de personas argumenta contra el consenso científico establecido, aduciendo supuestas pruebas científicas y afirma basarse en el método científico cuando realmente no es así. Por ejemplo, los creacionistas afirman que existe un debate científico sobre la validez o adecuación de la teoría de la evolución de las especies biológicas y usan argumentos basados, supuestamente, en pruebas y argumentos científicos, pero realmente no existe un auténtico debate científico, ya que los hechos conocidos son totalmente suficientes para aceptar la validez general de la teoría de la evolución.